# Брен, Жак Франсуа
Жак Франсуа Брен (фр. Jacques François Brun; 1762—1805) — французский военный деятель, бригадный генерал (1800 год), участник революционных и наполеоновских войн. Имя генерала выбито на Триумфальной арке в Париже.

## Биография
Поступил на службу 29 апреля 1783 года солдатом в Морском полку (с 1 января 1791 года – 11-й пехотный полк). 15 мая 1786 года стал капралом, 15 марта 1791 года – капралом-фурьером. 22 апреля 1791 года вышел в отставку.
10 августа 1792 года вернулся на службу и был избран капитаном 9-го батальона волонтёров Ду. С 1792 по 1793 годы служил в Рейнской и Самбро-Маасской армиях. 21 августа 1793 года, он защищал позиции у Висамбура от австрийцев и, столкнувшись с их превосходством, отступил в полном порядке. 18 сентября 1793 года был избран вторым подполковником, и 12 октября возглавил 9-й батальон. Сражался при Кайзерслаутерне.
26 июня 1794 года сражался при Флёрюсе. 18 сентября 1794 года переправился через Урт и взял лагерь Шартрёз. 2 и 3 октября 1794 года сражался при Альденховене. 2 января 1795 года переведён в 66-ю линейную полубригаду. Принимал участие в осаде Люксембурга. 4 июня 1796 года сражался при Альтенкирхене, а 15 июня – при Вецларе. В сентябре участвовал в переправе через Рейн в Дюссельдорфе. 19 сентября сражался при Лане и был при захвате Лимбурга.
3 августа 1796 года произведён в полковники генералом Журданом и возглавил 8-ю полубригаду лёгкой пехоты. 20 сентября 1798 года с полубригадой переведён в состав Итальянской армии. С 17 по 19 июня 1799 года сражался на Трреббии. 15 августа 1799 года был при Нови. В ноябре сражался при Фоссано и Мондови. В начале 1800 года участвовал в героической обороне генералом Массена Генуи. 14 апреля 1800 года был ранен пулей в правую руку на мосту Стурла. 12 мая 1800 года получил новое пулевое ранение, на этот раз в шею.
21 мая 1800 года произведён Массена в бригадные генералы. 25 декабря 1800 года участвовал в сражении при Поццоло, командуя бригадой в дивизии Сюше. 1 июля 1801 года зачислен в состав корпуса, дислоцированного в Цизальпинской республике.
Когда в 1805 году военные действия с австрийцами возобновились, 23 сентября он принял командование 2-й бригадой (56-й и 62-й линейные полки) 2-й пехотной дивизии Вердье Итальянской армии маршала Массена. Участвовал в переправе через Адидже 18 октября у Вероны. 30 октября в битве при Кальдьеро был смертельно ранен пулей при атаке на канал Бендинара и скончался на следующий день.

## Воинские звания
- Солдат (29 апреля 1783 года);
- Капрал (15 мая 1786 года);
- Капрал-фурьер (15 марта 1791 года);
- Капитан (10 августа 1792 года);
- Командир батальона (18 сентября 1793 года);
- Полковник (3 августа 1796 года, утверждён 22 января 1797 года);
- Бригадный генерал (21 мая 1800 года, утверждён 26 октября 1800 года).

## Награды
Легионер ордена Почётного легиона (11 декабря 1803 года)
 Коммандан ордена Почётного легиона (14 июня 1804 года)